# I fidanzati
I fidanzati è un film drammatico del 1963 scritto e diretto da Ermanno Olmi.
Il film venne presentato in concorso al 16º Festival di Cannes, e divenne celebre nella cinematografia mondiale per le eccezionali delicatezza, sensibilità e grazia con cui esso narra il tenero amore tra i due protagonisti, un lume di speranza in mezzo al degrado e alla povertà.

## Trama
Giovanni, un operaio milanese acculturato ma con un lavoro molto umile, viene dalla sua azienda mandato a lavorare in Sicilia. Ciò comporta un incontro fra abitudini diverse, mutamento di prospettive, piccoli e grandi traumi emotivi. Tali fattori inizialmente causano nel protagonista un senso di estraniamento, come si può vedere da alcune scene, in cui Giovanni osserva il paesaggio brullo e lento della Sicilia rurale, contrapposto a quello urbano e frettoloso della sua Milano.
Alla base della vicenda c'è il vacillare e poi il ricomporsi del rapporto fra Giovanni e la fidanzata Liliana, rimasta a Milano. Infatti tra i due intercorreva ormai da tempo un rapporto noioso, di routine, e che invece questo cambiamento improvviso e apparentemente negativo riaccende.
Tutto ciò è raccontato con sensibilità e delicatezza attraverso immagini capaci di scavare nei sentimenti a volte dolci e a volti di sofferenza che i due protagonisti provano a causa della distanza che li separa.

## Produzione

### Cast
Roberto Seveso, che nel film interpreta l'operatore collega di Carlo Cabrini, era stato anche il giovane attore protagonista ne Il tempo si è fermato, lungometraggio di esordio di Olmi.

### Riprese
Le scene in esterno del carnevale vennero girate a Paternò, un tempo nota proprio per la particolare bellezza delle manifestazioni carnascialesche. Le altre scene furono svolte a Priolo Gargallo e Siracusa.

## Distribuzione
Il film venne presentato in anteprima mondiale in concorso al Festival di Cannes 1963, dove vinse il premio dell'Organisation Internationale du Cinéma (OCIC). Nel settembre dello stesso anno venne presentato, col titolo The Fiances, anche alla prima edizione del New York Film Festival.
La pellicola uscì nelle sale cinematografiche italiane il 25 marzo 1963.
Al film sono stati successivamente fatti diversi tributi, dal Festival del cinema di Berlino del 2002 e dall'Harvard Film Archive nel 2015.

## Accoglienza

### Critica
Il dizionario di cinema Mereghetti commentò con tali parole il film:
"Soffuso di un pessimismo soffocato ma insinuante, il film evita di approfondire lo scontro con un ambiente sociale estraneo, per scavare dentro le tensioni dei suoi personaggi." Voto: 
Il giornale milanese Il Giorno il 17 maggio 1963 scrisse la seguente recensione della pellicola:
"È una di quelle opere che o piacciono molto o quasi niente [...]. Ma sempre a veder nostro [...] è una riuscita totale, una sottile elegia, un'opera in tono minore ma accurata e profonda. Al solito, Olmi ha avuto mano felice anche nella scelta degli interpreti: Anna Canzi [...] ha l'espressione di un'Ava Gardner perbene. Quanto a Carlo Cabrini, ha l'aria [...] furba ma non troppo [...]."
Inoltre, in occasione dell'uscita del film nei cinema di New York, nel gennaio 1964 il grande critico cinematografico Bosley Crowther del New York Times lodò il regista Olmi per la sua "notevole capacità di far parlare le immagini" e la "profonda ma piacevole agitazione che crea nello spettatore".

## Riconoscimenti[13]
- 1963 - Festival di Cannes
  - Premio OCIC
  - Candidatura per la Palma d'oro a Ermanno Olmi